# Oleg Kuznetsov
Oleg Vladimirovich Kuznetsov ou Oleh Volodymyrovych Kuznetsov - respectivamente, em russo, Олег Владимирович Кузнецов e, em ucraniano, Олег Володимирович Кузнєцов (Magdeburgo, 22 de março de 1963) - foi um futebolista da antiga União Soviética, mas nascido na antiga Alemanha Oriental.

## Na época de ouro do Dínamo
O volante, de etnia ucraniana, começou no pequeno Desna Chernihiv, em 1981. Chamou a atenção do poderoso Dínamo Kiev, para onde se transferiu em 1983, participando ativamente dos tempos de ouro do maior clube da Ucrânia, onde conquistou uma Recopa Européia, em 1986, e três campeonatos soviéticos, o último em 1990, transferindo-se em seguida para o Glasgow Rangers.

## No exterior e retorno
Não teve muita sorte no futebol escocês: se lesionou já em seu segundo jogo, tendo de parar por um ano. Quando se recuperou, já não tinha mais espaço na equipe, mas só em 1994, após a conquista de três campeonatos escoceses, transferiu-se para outro clube, indo jogar em Israel, onde ficou por uma temporada no Maccabi Haifa. Voltou para a Ucrânia, onde encerrou a carreira em 1997, como jogador do Arsenal Kiev (à época, CSKA-Borysfen Kiev).

## Seleção soviética
Pela Seleção Soviética, esteve presente nas Copas do Mundo de 1986 e 1990, sendo vice-campeão na Eurocopa de 1988 e jogou também pela breve seleção da CEI, na Euro 1992.
A preparação à Euro bem como sua carreira no exterior inviabilizou que ele integrasse a recém-criada seleção ucraniana nas três primeiras partidas dela, ocorridas no mesmo período, sob contexto de falta de recursos financeiros da Associação Ucraniana de Futebol - o que limitou as primeiras convocações a atletas que permaneciam no campeonato ucraniano. Gradualmente, Kuznetsov e outros ucranianos de sucesso no exterior puderam começar a ser aproveitados pela Ucrânia, embora outros nativos optassem em defender a seleção russa. Kuznetsov foi um dos líderes da seleção ucraniana nos tempos de independência recente, jogando por ela de 1993 a 1995.

## Após parar
Atualmente, está presente nas comissões técnicas de Oleh Blokhin, integrando o grupo técnico de seu ex-colega de Dínamo e Seleção Soviética na Copa do Mundo de 2006 (com a Ucrânia) e, posteriormente, no Moscou (na passagem de Blokhin pelo clube russo em 2008).